# ستفان کارادژا (استان دوبریچ)
ستفان کارادژا (به بلغاری: Stefan Karadzha) یک منطقهٔ مسکونی در بلغارستان است که در شهرستان دوبریچکا واقع شده‌است.